# HD193553
HD193553 — хімічно пекулярна зоря спектрального класу B8, що має видиму зоряну величину в смузі V приблизно  6,8.
Вона  розташована на відстані близько 1038,7 світлових років від Сонця.

## Фізичні характеристики
Телескоп Гіппаркос зареєстрував фотометричну змінність  даної зорі з періодом    6,82 доби в межах від  Hmin= 6,76 до  Hmax= 6,70.